# Volley-ball debout
Le volley-ball debout est un handisport dérivé du volley-ball pratiqué debout par des handicapés physiques. Ce sport est apparu dans les années 60 comme moyen thérapeutique. Il oppose deux équipes de six joueurs sur un plancher. La première compétition a été organisée en 1966. Le sport devient paralympique en 1976 pour les hommes et est retiré du programme des Jeux après les Jeux de 2000 à Sydney.
Le sport est régi au niveau international par World ParaVolley (anciennement Organisation mondiale de volleyball pour handicapés, World Organization Volleyball for Disabled), fédération de référence pour le Comité international paralympique.
En France, la Fédération française de volley (FFVolley) a reçu délégation le 31 décembre 2016 du ministère des Sports pour organiser la pratique du para-volley, mais la fédération ne s'occupe plus du développement du volley-ball debout.

## Histoire
Le volley debout débute avec Len Softly en Grande-Bretagne et est pratiqué par des amputés. Le premier match international est peut-être celui qui se tient en 1966 entre l'Allemagne et la Belgique. D'autres compétitions sont organisées et en 1973 se tiennent les premiers championnats du monde à Linz en Autriche en présence de neuf pays. En 1976, le volley-ball debout est introduit aux Jeux paralympiques de 1976 à Toronto avec la participation de quatre pays.
Un système de classification est mis en place permettant la constitution d'une équipe avec des joueurs souffrant de différents types de handicaps. Ainsi les joueurs sont classés entre 1 point pour les joueurs les moins handicapés et 4 points pour les plus handicapés. Chaque équipe devait présenter un minimum de 13 points sur le terrain pendant le match.
Les compétitions internationales de volley-ball assis et debout étaient courantes dans les années qui ont suivi les Jeux paralympiques de 1976, comme les Championnats du monde (en) de 1983 à Delden (Pays-Bas), les Jeux paralympiques de 1984 à New York, les Championnats d'Europe et du monde de 1985 à Kristiansand (Norvège), les Jeux paralympiques de 1988 à Séoul, les Championnats du monde de 1989 à Las Vegas, les Championnats d'Europe de 1991 à Nottingham (Grande-Bretagne), les Jeux Paralympiques de 1992 à Barcelone, les Championnats du monde de 1994 à Bottrop (Allemagne), les Jeux paralympiques de 1996 à Atlanta, les Jeux paralympiques de 2000 à Sydney.
Le Comité international olympique (IPC) décide de retirer volley-ball debout du programme des Jeux, ainsi les Jeux de 2000 seront les derniers où apparaît le sport. L'IPC souhaite que le sport soit présent dans un nombre minimal de pays des différentes parties du monde et l'Organisation mondiale de volleyball pour handicapés (aujourd'hui World ParaVolley) n'était pas en mesure de répondre aux critères de l'IPC.
Après 2000, le volley-ball debout est présent encore aux Championnats du monde de 2006 à Roermond (Pays-Bas) et les trois dernières compétitions de volley-ball debout se déroulent au Cambodge dans les Coupes du monde volley-ball debout dont la dernière se déroule en juillet 2011 en présence de nombreux spectateurs et avec plusieurs milliers de spectateurs qui assistent aux finales télévisées,.
Aujourd'hui, seul le beach-volley debout est promu par World ParaVolley.

## Règles
Les règles du volley debout sont basées sur les règles de la Fédération internationale de volley-ball.

## Classification
Les sportifs sont classés en trois catégories :
| Catégorie | Observations |
| --------- | --- |
| A         | Handicap le moins sévère. L'athlète a des déficiences qui affectent de manière minimale les fonctions centrales du beach-paravolley et du volley-ball debout.                                                                      |
| B         | L'athlète a des déficiences qui affectent modérément les fonctions essentielles en beach-paravolley et en volley-ball debout. L'athlète a plus de déficiences que celui de la catégorie A, mais moins que celui de la catégorie C. |
| C         | Handicap le plus sévère. L'athlète présente des déficiences qui affectent de manière significative les fonctions centrales du beach-paravolley et du volley-ball debout.                                                           |

## Compétition
Le volley-ball debout était un sport paralympique depuis les Jeux paralympiques de 1976 (pour les hommes) et a été retiré du programme après les Jeux de 2000 à Sydney.